# Sultepec
Sultepec är en kommun i Mexiko.   Den ligger i delstaten Mexiko, i den södra delen av landet, 120 km sydväst om huvudstaden Mexico City. Antalet invånare är 24 986.